# Mistrzostwa Europy w Lekkoatletyce 1954 – maraton mężczyzn

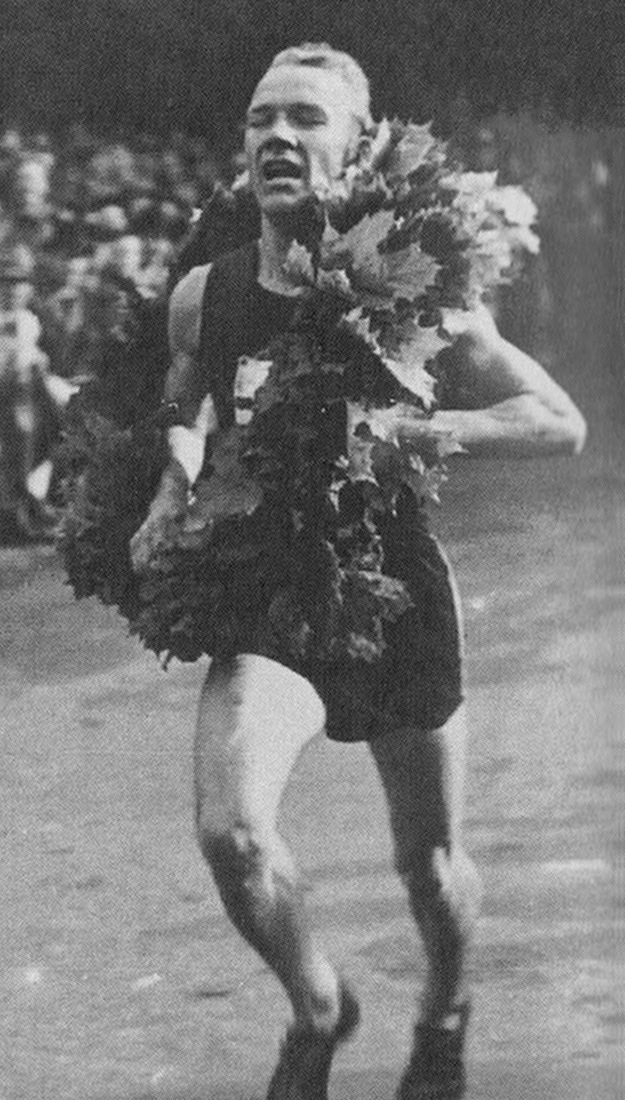
Veikko Karvonen

Bieg maratoński mężczyzn był jedną z konkurencji rozgrywanych podczas V Mistrzostw Europy w Bernie. Został rozegrany 25 sierpnia 1954 roku. Zwycięzcą tej konkurencji został wicemistrz z poprzednich mistrzostw, Fin Veikko Karvonen. W rywalizacji wzięło udział dwudziestu dwóch zawodników z piętnastu reprezentacji.

## Rekordy
| Rekord świata     | Jim Peters (GBR)  | 2:17:39,4 | Chiswick, Wielka Brytania | 26.06.1954 |
| Rekord mistrzostw | Jack Holden (GBR) | 2:32:14   | Bruksela, Belgia          | 23.08.1950 |

## Wyniki
| Miejsce | Zawodnik            | Czas      | Uwagi |
| ------- | ------------------- | --------- | ----- |
| 1       | Veikko Karvonen     | 2:24:51,6 | CR    |
| 2       | Boris Griszajew     | 2:24:55,6 |       |
| 3       | Iwan Filin          | 2:25:26,6 |       |
| 4       | Erkki Puolakka      | 2:26:45,6 |       |
| 5       | Gustaf Jansson      | 2:27:27,8 |       |
| 6       | Geoffrey Iden       | 2:28:02,8 |       |
| 7       | Janus van der Zande | 2:29:19,2 |       |
| 8       | José Araujo         | 2:29:45,0 |       |
| 9       | Victor Olsen        | 2:33:49,4 |       |
| 10      | Dinu Cristea        | 2:35:07,4 |       |
| 11      | Eric Smith          | 2:35:22,2 |       |
| 12      | Bengt Rehnvall      | 2:35:48,6 |       |
| 13      | Walter Bednář       | 2:36:41,4 |       |
| 14      | Hans Vollbach       | 2:40:02,4 |       |
| 15      | Claudino Martins    | 2:41:01,4 |       |
| 16      | Adolf Gruber        | 2:41:59,6 |       |
| 17      | Franjo Škrinjar     | 2:42:11,8 |       |
| 18      | August Blumensaat   | 2:42:32,2 |       |
| 19      | Jules Zehnder       | 2:45:27,8 |       |
| 20      | Guillaume Marquet   | 2:48:47,2 |       |
| 21      | Michel Pressencé    | 2:55:52,4 |       |
| 22      | Hans Studer         | 2:58:22,0 |       |